# Волица-Полевая
Волица-Полевая (укр. Волиця-Польова) — село в Теофипольском районе Хмельницкой области Украины.
Население по переписи 2001 года составляло 830 человек. Почтовый индекс — 30626. Телефонный код — 3844. Занимает площадь 2,845 км². Код КОАТУУ — 6824781001.

## Местный совет
30626, Хмельницкая обл., Теофипольский р-н, с. Волица-Полевая, ул. Ленина, 6, тел. 9-46-85; 3-07-79.

## Известные люди
- В селе родился Пасечник, Анатолий Павлович — Герой Социалистического Труда.